# دستگاه فروش بلیط

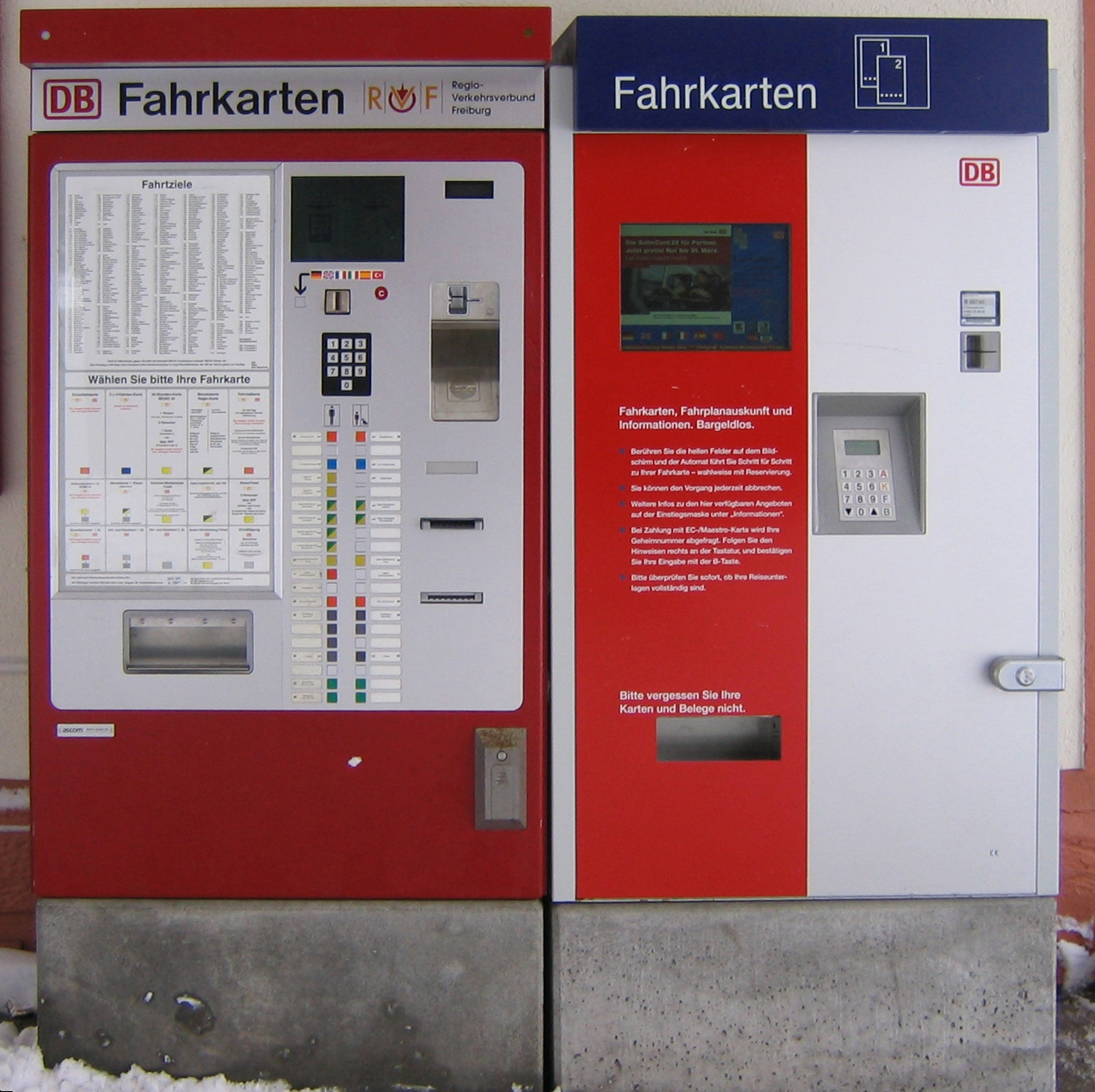
دستگاه فروش بلیط با دکمه‌ها و صفحه نمایش فشاری و لمسی در آلمان.

دستگاه فروش بلیط (TVM) گونه‌ای دستگاه فروش است که بلیط صادر می‌کند. دستگاه بلیط‌فروشی در ایستگاه راه آهن، ترمینال‌ها، ایستگاه‌های مترو و مانند آن وجود دارند. یک تراکنش معمولی با این دستگاه‌ها مستلزم کار کردن کاربر با صفحه نمایش یا کلیدهای موجود است. با انتخاب بلیط و تعداد آن، قیمت کال مشخص می‌شود و کاربر می‌تواند شیوه پرداخت را انتخاب. پرداخت نقدی، اعتباری/دبیت کارت یا پرداخت با کارت هوشمند در دستگاه‌های بلیط فروشی امکانپذیر است.
به منظور تشویق مردم به استفاده از دستگاه‌های بلیط و کاهش نیاز به افراد بلیط فروش، ممکن است تخفیف‌هایی برای خرید بلیط از این دستگاه‌ها در نظر گرفته شود.

## دستگاه فروش بلیط ویژه کارکنان

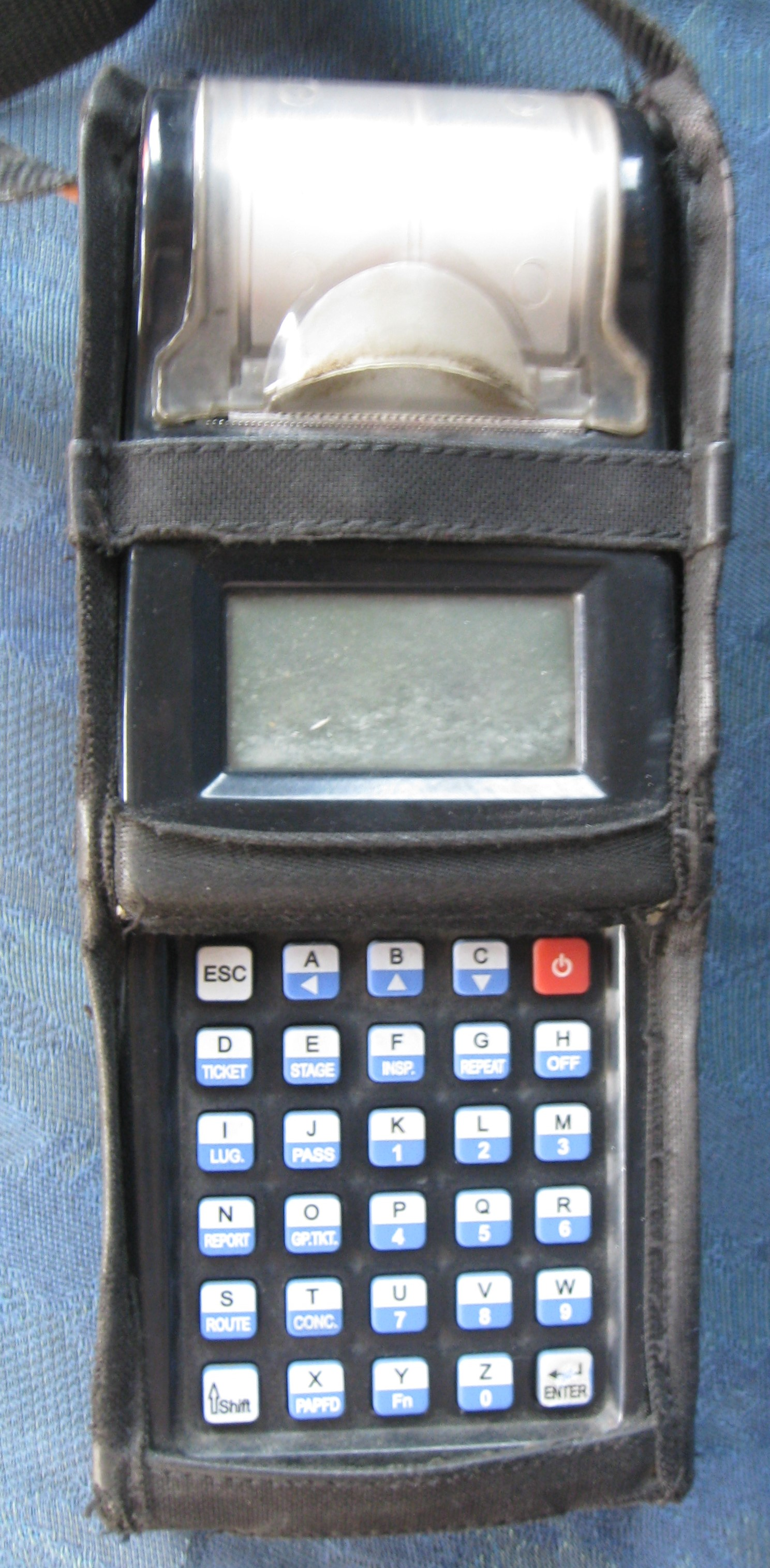
ماشین دستی بلیط فروشی اتوبوس در بمبئی.

از دهه ۱۹۲۰ دستگاه‌های مکانیکی برای فروش بلیط اتوبوس توسط راننده در اتوبوس‌ها نصب می‌شده است. این دستگاه‌ها ضمن صدور بلیط، امکان مشخص کردن صندلی را هم داشتند.
از دهه ۸۰ میلادی، دستگاه‌های فروش بلیط رایانه‌ای و الکترونیکی رایج شدند.
دستگاه‌های فروش بلیط دستی در هند برای فروش بلیط اتوبوس به کار می‌روند. این روش جایگزین پرداخت دستی شده است.